# Walther Klug Rivera
Walther Klug Rivera (geboren ca. 1951) ist ein deutsch-chilenischer Ex-Offizier und ein Verbrecher der Diktatur von General Augusto Pinochet. 
Klugs Großvater stammt aus Deutschland. 1973 bis 1990 richtete Klug in den Pferdeställen des 3. Infanterieregiments Los Ángeles im Süden Chiles ein Folterlager ein, in dem Hunderte Gefangene misshandelt und viele von ihnen ermordet wurden. Nach Ende der Diktatur stieg er bis zum Oberst auf. Erst im Oktober 2014 wurde er von Chiles oberstem Gerichtshof zu einer Haftstrafe von zehn Jahren verurteilt wegen des Mordes an sieben und des Verschwindenlassens von vierzehn weiteren Arbeitern im Jahr 1973. Klug ließ sich nach der Verhaftung in der deutschen Botschaft in Santiago einen deutschen Pass ausstellen und floh nach Deutschland. Er lebte bis 2019 in Vallendar, Rheinland-Pfalz. Wegen seiner zweiten deutschen Staatsangehörigkeit wurde er von Deutschland trotz eines Interpol-Gesuchs nicht nach Chile ausgeliefert. Die deutsche Justiz leitete auch keine eigenständigen strafrechtliche Ermittlungen ein.
In Italien wurde Klug 2019 aufgrund des Interpol-Gesuchs verhaftet und 2020 an Chile ausgeliefert, wo er 2021 unter Auflagen entlassen wurde und nach Argentinien floh. Am 12. Juni 2021 wurde Walther Klug Rivera in Buenos Aires verhaftet. Argentinien lieferte Klug noch im Juni 2021 nach Chile aus, wo Klug im August 2021 seine im Jahr 2014 festgelegte zehnjährige Haftstrafe antrat.